# Махмутов, Марат Максутович
Мара́т Максу́тович Ма́хмутов (3 сентября 1975, Москва, СССР) — российский футболист, защитник.

## Биография
Футболом начал заниматься в 8 лет. Первая команда — московское «Торпедо». Первый тренер — Эдуард Анатольевич Стрельцов. С 1992 года играл за дублирующий состав команды, с 1995 года — за основной состав. Несколько раз уходил в аренду — в украинский «Черноморец» и дважды — в ярославский «Шинник». В 2003 году окончательно ушёл из «Торпедо».
В 2004—2006 годах играл в казанском «Рубине», но основным игроком не был.
С июля 2006 по 2008 год выступал за екатеринбургский «Урал». В январе 2009 года находился на просмотре в ФК «Нижний Новгород» и был близок к заключению контракта, однако в итоге не достиг согласия с клубом по его условиям и так и не был заявлен, после чего завершил профессиональную карьеру.
В конце карьеры играл в любительских клубах «Сатурн» Раменское (2012), «Металлист» Домодедово (2013—2015).
14 ноября 1995 года сыграл в составе молодёжной сборной России в отборочном матче чемпионата Европы среди молодёжных команд 1996 против сборной Финляндии (3:0).
Женат, два сына.

## Достижения
- Бронзовый призёр юношеского чемпионата Европы 1994 (до 18 лет).
- Победитель первого дивизиона первенства России 2001.